# Megodontolaimus sonadiae
Megodontolaimus sonadiae är en rundmaskart som beskrevs av Timm 1969. Megodontolaimus sonadiae ingår i släktet Megodontolaimus och familjen Chromadoridae. Inga underarter finns listade i Catalogue of Life.